# Athlétisme aux Jeux olympiques d'été de 2020
Pour des articles plus généraux, voir Jeux olympiques d'été de 2020 et Athlétisme aux Jeux olympiques.
Navigation
Les épreuves d'athlétisme lors des Jeux olympiques d'été de 2020 se tiennent à Tokyo, au Japon. Initialement prévues du 31 juillet au 9 août 2020, les épreuves subissent le report des Jeux en 2021 en raison de la pandémie de Covid-19 et sont reprogrammées du 30 juillet au 8 août 2021. Les épreuves sur piste se déroulent au sein du Stade olympique national, pendant que les épreuves sur route (marathon et marche athlétique) sont finalement délocalisées dans le parc Ōdōri de Sapporo en raison des conditions climatiques de la capitale tokyoïte. Quarante-huit finales figurent au programme de cette compétition (24 masculines, 23 féminines et une mixte), soit une de plus que lors de la précédente édition des Jeux à Rio de Janeiro avec l'ajout du relais 4 × 400 mètres mixte.
Les épreuves, qui se déroulent sans spectateurs, sont notamment marquées en sprint par le « double doublé » d'Elaine Thompson-Herah qui est la première femme à conserver les titres du 100 m et du 200 m et s'adjuge à Tokyo une troisième médaille d'or avec le relais 4 x 100 m jamaïcain. Chez les hommes, l'Italie crée la sensation avec la victoire de Marcell Jacobs en finale du 100 m (9 s 80, record d'Europe), avant que ce dernier et ses coéquipiers n'offrent à l'Italie la première médaille d'or de son histoire dans le relais 4 x 100 m. Trois records du monde sont battus, par le Norvégien Karsten Warholm (45 s 94) et l'Américaine Sydney McLaughlin (51 s 46) sur 400 m haies, et la Vénézuélienne Yulimar Rojas (15,67 m) au triple saut. Allyson Felix, médaillée de bronze sur 400 m et d'or au 4 x 400 m, devient la femme la plus décorée en athlétisme dans l'histoire des Jeux olympiques avec un total de onze médailles depuis 2004. Seul Paavo Nurmi est encore devant elle avec douze podiums. La Néerlandaise Sifan Hassan réalise un exploit rare en remportant les titres du 5 000 m et du 10 000 m et en terminant troisième du 1500 m. Neeraj Chopra, vainqueur au javelot, apporte à l'Inde son tout premier sacre olympique en athlétisme. Le Kenyan Eliud Kipchoge est le troisième marathonien à réussir à conserver son titre aux Jeux.
Les États-Unis dominent largement les épreuves à Tokyo 2020 avec un total de 26 médailles dont sept titres. L'Italie est la deuxième nation de l'athlétisme avec cinq médailles, toutes en or.

## Organisation

### Sites des compétitions

#### Stade olympique

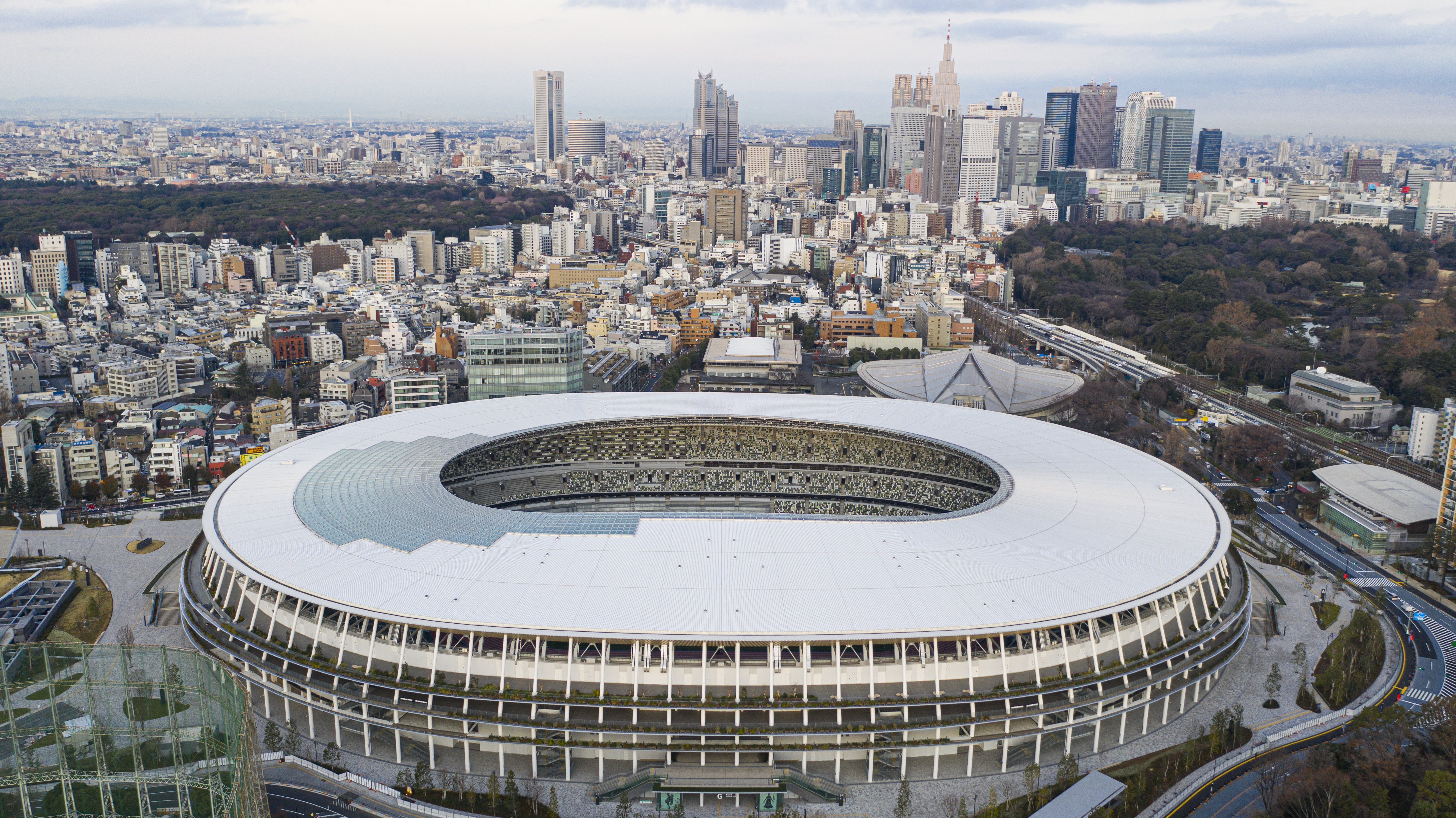
Le nouveau stade olympique de Tokyo.

Le Nouveau stade olympique national, situé dans l'arrondissement de Shinjuku dans la banlieue sud-ouest de Tokyo, est construit spécialement pour ces Jeux olympiques de 2020 en lieu et place du Stade olympique national construit en 1958 qui avait accueilli les compétitions d'athlétisme des Jeux de 1964. Inauguré en décembre 2019, il dispose d'une piste de neuf couloirs et d'une piste d'échauffement de 80 mètres située sous les gradins principaux. La piste, considérée comme très rapide par les spécialistes, est faite dans un matériau préfabriqué produit en Italie par l'entreprise Mondo.
Le Stade olympique dispose d'une capacité de 68 000 spectateurs assis et bénéficie de nombreux accès simplifiés pour les personnes handicapées. Afin de réduire la température au sein de l'enceinte, le stade est équipé de plus de 185 grands ventilateurs et de huit brumisateurs.

#### Épreuves sur route
Initialement prévues dans les rues du centre-ville de Tokyo et les jardins du palais impérial de Kōkyo, les épreuves sur route (marathon et marche athlétique) ont été délocalisées au parc Ōdōri à Sapporo, ville hôte des Jeux olympiques d'hiver de 1972, à près de 800 km au nord de la capitale nippone. En effet le 16 octobre 2019, le Comité d'organisation des Jeux annonce envisager de déplacer les épreuves sur route car l'été Tokyo connaît de fortes chaleurs et un fort taux d'humidité mais également en raison de l'échec des championnats du monde de 2019 à Doha où ces épreuves ont connu des abandons massifs malgré des horaires nocturnes. Le 1er novembre 2019, Yuriko Koike, gouverneur de Tokyo, accepte la délocalisation des épreuves malgré sa volonté initialement contraire.
Le trajet du marathon consiste en une première grande boucle d'environ 22 km, suivie par une autre boucle d'environ 10 km parcourue à deux reprises. Il passe par de nombreux monuments de la ville, tels que la tour de télévision de Sapporo, la rivière Toyohira ou encore l'université de Hokkaidō. Le parcours ne diffère que très légèrement de celui du semi-marathon de Sapporo, notamment par son arrivée qui se situe au sein du parc Ōdōri et non dans le Maruyama Baseball Stadium.
Pour ce qui est des épreuves de marche, le parcours consiste en une boucle de 1 km pour l'épreuve du 20 km et de 2 km pour celle du 50 km longeant l’avenue Sapporo Ekimae-dori.

### Calendrier
| Q | Qualifications | S | Séries | TP | Tours préliminaires | ½ | Demi-finales | F | Finale |

| Date →            | 30 | 30 | 31 | 31 | 1 | 1 | 1 | 2 | 2 | 3 | 3 | 4 | 4 | 5 | 5 | 6 | 6 | 7 | 7 | 8 | 8 |
| Épreuve ↓         | M  | S  | M  | S  | M | S | S | M | S | M | S | M | S | M | S | M | S | M | S | M | S |
| ----------------- | -- | -- | -- | -- | - | - | - | - | - | - | - | - | - | - | - | - | - | - | - | - | - |
| 100 m             |    |    | TP | S  |   | ½ | F |   |   |   |   |   |   |   |   |   |   |   |   |   |   |
| 200 m             |    |    |    |    |   |   |   |   |   | S | ½ |   | F |   |   |   |   |   |   |   |   |
| 400 m             |    |    |    |    | S |   |   |   | ½ |   |   |   |   |   | F |   |   |   |   |   |   |
| 800 m             |    |    | S  |    |   | ½ | ½ |   |   |   |   |   | F |   |   |   |   |   |   |   |   |
| 1 500 m           |    |    |    |    |   |   |   |   |   | S |   |   |   |   | ½ |   |   |   | F |   |   |
| 5 000 m           |    |    |    |    |   |   |   |   |   |   | S |   |   |   |   |   | F |   |   |   |   |
| 10 000 m          |    | F  |    |    |   |   |   |   |   |   |   |   |   |   |   |   |   |   |   |   |   |
| Marathon          |    |    |    |    |   |   |   |   |   |   |   |   |   |   |   |   |   |   |   | F |   |
| 110 m haies       |    |    |    |    |   |   |   |   |   |   | S | ½ |   | F |   |   |   |   |   |   |   |
| 400 m haies       | S  |    |    |    |   | ½ | ½ |   |   | F |   |   |   |   |   |   |   |   |   |   |   |
| 3 000 m steeple   | S  |    |    |    |   |   |   |   | F |   |   |   |   |   |   |   |   |   |   |   |   |
| 4 × 100 m         |    |    |    |    |   |   |   |   |   |   |   |   |   | S |   |   | F |   |   |   |   |
| 4 × 400 m         |    |    |    |    |   |   |   |   |   |   |   |   |   |   |   |   | S |   | F |   |   |
| 20 km marche      |    |    |    |    |   |   |   |   |   |   |   |   |   |   | F |   |   |   |   |   |   |
| 50 km marche      |    |    |    |    |   |   |   |   |   |   |   |   |   |   |   | F |   |   |   |   |   |
| Saut en hauteur   | Q  |    |    |    |   | F | F |   |   |   |   |   |   |   |   |   |   |   |   |   |   |
| Saut à la perche  |    |    | Q  |    |   |   |   |   |   |   | F |   |   |   |   |   |   |   |   |   |   |
| Saut en longueur  |    |    |    | Q  |   |   |   | F |   |   |   |   |   |   |   |   |   |   |   |   |   |
| Triple saut       |    |    |    |    |   |   |   |   |   | Q |   |   |   | F |   |   |   |   |   |   |   |
| Lancer du poids   |    |    |    |    |   |   |   |   |   |   | Q |   |   | F |   |   |   |   |   |   |   |
| Lancer du disque  | Q  |    |    | F  |   |   |   |   |   |   |   |   |   |   |   |   |   |   |   |   |   |
| Lancer du marteau |    |    |    |    |   |   |   | Q |   |   |   |   | F |   |   |   |   |   |   |   |   |
| Lancer du javelot |    |    |    |    |   |   |   |   |   |   |   | Q |   |   |   |   |   |   | F |   |   |
| Décathlon         |    |    |    |    |   |   |   |   |   |   |   | F | F | F | F |   |   |   |   |   |   |

| Date →            | 30 | 30 | 31 | 31 | 31 | 1 | 1 | 2 | 2 | 3 | 3 | 4 | 4 | 5 | 5 | 6 | 6 | 7 | 7 | 8 | 8 |
| Épreuve ↓         | M  | S  | M  | S  | S  | M | S | M | S | M | S | M | S | M | S | M | S | M | S | M | S |
| ----------------- | -- | -- | -- | -- | -- | - | - | - | - | - | - | - | - | - | - | - | - | - | - | - | - |
| 100 m             | S  |    |    | ½  | F  |   |   |   |   |   |   |   |   |   |   |   |   |   |   |   |   |
| 200 m             |    |    |    |    |    |   |   | S | ½ |   | F |   |   |   |   |   |   |   |   |   |   |
| 400 m             |    |    |    |    |    |   |   |   |   | S |   |   | ½ |   |   |   | F |   |   |   |   |
| 800 m             | S  |    |    | ½  | ½  |   |   |   |   |   | F |   |   |   |   |   |   |   |   |   |   |
| 1 500 m           |    |    |    |    |    |   |   | S |   |   |   |   | ½ |   |   |   | F |   |   |   |   |
| 5 000 m           |    | S  |    |    |    |   |   |   | F |   |   |   |   |   |   |   |   |   |   |   |   |
| 10 000 m          |    |    |    |    |    |   |   |   |   |   |   |   |   |   |   |   |   |   | F |   |   |
| Marathon          |    |    |    |    |    |   |   |   |   |   |   |   |   |   |   |   |   | F |   |   |   |
| 100 m haies       |    |    | S  |    |    |   | ½ | F |   |   |   |   |   |   |   |   |   |   |   |   |   |
| 400 m haies       |    |    | S  |    |    |   |   |   | ½ |   |   | F |   |   |   |   |   |   |   |   |   |
| 3 000 m steeple   |    |    |    |    |    | S |   |   |   |   |   |   | F |   |   |   |   |   |   |   |   |
| 4 × 100 m         |    |    |    |    |    |   |   |   |   |   |   |   |   | S |   |   | F |   |   |   |   |
| 4 × 400 m         |    |    |    |    |    |   |   |   |   |   |   |   |   |   | S |   |   |   | F |   |   |
| 20 km marche      |    |    |    |    |    |   |   |   |   |   |   |   |   |   | F |   |   |   |   |   |   |
| Saut en hauteur   |    |    |    |    |    |   |   |   |   |   |   |   |   | Q |   |   |   |   | F |   |   |
| Saut à la perche  |    |    |    |    |    |   |   |   | Q |   |   |   |   |   | F |   |   |   |   |   |   |
| Saut en longueur  |    |    |    |    |    | Q |   |   |   | F |   |   |   |   |   |   |   |   |   |   |   |
| Triple saut       |    | Q  |    |    |    |   | F |   |   |   |   |   |   |   |   |   |   |   |   |   |   |
| Lancer du poids   |    | Q  |    |    |    | F |   |   |   |   |   |   |   |   |   |   |   |   |   |   |   |
| Lancer du disque  |    |    | Q  |    |    |   |   |   | F |   |   |   |   |   |   |   |   |   |   |   |   |
| Lancer du marteau |    |    |    |    |    | Q |   |   |   |   | F |   |   |   |   |   |   |   |   |   |   |
| Lancer du javelot |    |    |    |    |    |   |   |   |   | Q |   |   |   |   |   |   | F |   |   |   |   |
| Heptathlon        |    |    |    |    |    |   |   |   |   |   |   |   | F | F | F | F |   |   |   |   |   |
| 4 × 400 m mixte   |    | S  |    | F  |    |   |   |   |   |   |   |   |   |   |   |   |   |   |   |   |   |

## Participation

### Critères de qualification
Alors que près de 2 200 athlètes participaient aux épreuves d'athlétisme en 2016, le CIO a pris la décision de réduire sensiblement le nombre total de participants à 1 900 athlètes tout en respectant une répartition hommes-femmes égalitaire. Le 31 juillet 2018 en réaction à cette mesure, l'IAAF instaure un nouveau système de qualification permettant aux athlètes de se qualifier soit sur la base du classement mondial, soit sur la base d'un résultat obtenu pendant la période de qualification offrant une chance de plus aux athlètes incapables de se qualifier via le classement mondial malgré des bonnes performances.
Pour chaque épreuve, une fédération peut engager trois athlètes à condition qu'ils aient réussi chacun les minima de qualification. Les minima de qualification doivent être réalisés entre le 1er mai 2019 et le 29 juin 2021 pour l'ensemble des épreuves sauf pour le 10 000 m, le marathon, la marche et les épreuves combinées (décathlon et heptathlon) pour lesquels la période de qualification commence dès le 1er janvier 2019. Pour les relais, seules les huit meilleures équipes nationales lors des Championnats du monde 2019 ainsi que les huit nations suivantes finalistes lors des Relais mondiaux 2021, puis complétées en fonction du classement mondial au 29 juin 2021 sont qualifiées; pour un total de 16 équipes par épreuve.
Un Comité national olympique dont aucun athlète n'a réussi ces minima dans aucune discipline, a néanmoins la possibilité d'engager son meilleur représentant (masculin et féminin) sur une épreuve, à l'exception du 10 000 m, du 3 000 m steeple et des épreuves combinées.
| Hommes            | Hommes          | Hommes | Femmes            | Femmes          | Femmes |
| Épreuve           | Minima          | Quota  | Épreuve           | Minima          | Quota  |
| ----------------- | --------------- | ------ | ----------------- | --------------- | ------ |
| 100 m             | 10 s 05         | 56     | 100 m             | 11 s 15         | 56     |
| 200 m             | 20 s 24         | 56     | 200 m             | 22 s 80         | 56     |
| 400 m             | 44 s 90         | 48     | 400 m             | 51 s 35         | 48     |
| 800 m             | 1 min 45 s 20   | 48     | 800 m             | 1 min 59 s 50   | 48     |
| 1 500 m           | 3 min 35 s 0    | 45     | 1 500 m           | 4 min 4 s 20    | 45     |
| 5 000 m           | 13 min 13 s 50  | 42     | 5 000 m           | 15 min 10 s 0   | 42     |
| 10 000 m          | 27 min 28 s 0   | 27     | 10 000 m          | 31 min 25 s 0   | 27     |
| Marathon          | 2 h 11 min 30 s | 80     | Marathon          | 2 h 29 min 30 s | 80     |
| 110 m haies       | 13 s 32         | 40     | 100 m haies       | 12 s 84         | 40     |
| 400 m haies       | 48 s 90         | 40     | 400 m haies       | 55 s 40         | 40     |
| 3 000 m steeple   | 8 min 22 s 0    | 45     | 3 000 m steeple   | 9 min 30 s 0    | 45     |
| 4 × 100 m         | NC              | 8 + 8  | 4 × 100 m         | NC              | 8 + 8  |
| 4 × 400 m         | NC              | 8 + 8  | 4 × 400 m         | NC              | 8 + 8  |
| 20 km marche      | 1 h 21 min 0 s  | 60     | 20 km marche      | 1 h 31 min 0 s  | 60     |
| 50 km marche      | 3 h 50 min 0 s  | 60     | NC                | NC              | NC     |
| Saut en hauteur   | 2,33 m          | 32     | Saut en hauteur   | 1,96 m          | 32     |
| Saut à la perche  | 5,80 m          | 32     | Saut à la perche  | 4,70 m          | 32     |
| Saut en longueur  | 8,22 m          | 32     | Saut en longueur  | 6,82 m          | 32     |
| Triple saut       | 17,14 m         | 32     | Triple saut       | 14,32 m         | 32     |
| Lancer du poids   | 21,10 m         | 32     | Lancer du poids   | 18,50 m         | 32     |
| Lancer du disque  | 66,00 m         | 32     | Lancer du disque  | 63,50 m         | 32     |
| Lancer du marteau | 77,50 m         | 32     | Lancer du marteau | 72,50 m         | 32     |
| Lancer du javelot | 85,00 m         | 32     | Lancer du javelot | 64,00 m         | 32     |
| Décathlon         | 8 350 points    | 24     | Heptathlon        | 6 420 points    | 24     |

## Compétition

### Nouvelle épreuve
Pour la première fois depuis les Jeux de 2008 et l'intégration du 3 000 mètres steeple féminin, une nouvelle épreuve est ajoutée au programme olympique d'athlétisme. Il s'agit du relais 4 × 400 mètres mixte au sein duquel concourent deux hommes et deux femmes dont l'ordre de départ est totalement libre. Cet ajout s'inscrit dans la volonté du CIO de promouvoir l'égalité et la parité entre les hommes et les femmes comme en témoigne la création d'épreuves mixtes notamment en biathlon, natation et triathlon.
Par ailleurs, le 50 kilomètres marche se dispute pour la dernière fois dans le cadre des Jeux olympiques,.

### Résultats

#### Hommes
| Épreuves                  | Or | Argent | Bronze                                                                             |
| 100 m détails             | Marcell Jacobs (ITA) 9 s 80 (AR) | Fred Kerley (USA) 9 s 84 (PB) | Andre De Grasse (CAN) 9 s 89 (PB)                                                  |
| 200 m détails             | Andre De Grasse (CAN) 19 s 62 (NR) | Kenneth Bednarek (USA) 19 s 68 (PB)                                                                                                   | Noah Lyles (USA) 19 s 74 (SB)                                                      |
| 400 m détails             | Steven Gardiner (BAH) 43 s 85 (SB) | Anthony Zambrano (COL) 44 s 08 | Kirani James (GRN) 44 s 19                                                         |
| 800 m détails             | Emmanuel Korir (KEN) 1 min 45 s 06 | Ferguson Rotich (KEN) 1 min 45 s 23                                                                                                   | Patryk Dobek (POL) 1 min 45 s 39                                                   |
| 1 500 m détails           | Jakob Ingebrigtsen (NOR) 3 min 28 s 32 (OR) | Timothy Cheruiyot (KEN) 3 min 29 s 01                                                                                                 | Josh Kerr (GBR) 3 min 29 s 05 (PB)                                                 |
| 5 000 m détails           | Joshua Cheptegei (UGA) 12 min 58 s 15 | Mohammed Ahmed (CAN) 12 min 58 s 61                                                                                                   | Paul Chelimo (USA) 12 min 59 s 05 (SB)                                             |
| 10 000 m détails          | Selemon Barega (ETH) 27 min 43 s 22 | Joshua Cheptegei (UGA) 27 min 43 s 63 (SB)                                                                                            | Jacob Kiplimo (UGA) 27 min 43 s 88                                                 |
| Marathon détails          | Eliud Kipchoge (KEN) 2 h 8 min 38 s | Abdi Nageeye (NED) 2 h 9 min 58 s (SB)                                                                                                | Bashir Abdi (BEL) 2 h 10 min 0 s (SB)                                              |
| 110 m haies détails       | Hansle Parchment (JAM) 13 s 04 (SB) | Grant Holloway (USA) 13 s 09 | Ronald Levy (JAM) 13 s 10                                                          |
| 400 m haies détails       | Karsten Warholm (NOR) 45 s 94 (WR) | Rai Benjamin (USA) 46 s 17 (AR) | Alison dos Santos (BRA) 46 s 72 (AR)                                               |
| 3 000 m steeple détails   | Soufiane el-Bakkali (MAR) 8 min 8 s 90 | Lamecha Girma (ETH) 8 min 10 s 38 | Benjamin Kigen (KEN) 8 min 11 s 45                                                 |
| 4 × 100 m détails         | Italie Lorenzo Patta Marcell Jacobs Eseosa Desalu Filippo Tortu 37 s 50 (NR)                                                                                  | Canada Aaron Brown Jerome Blake Brendon Rodney Andre De Grasse 37 s 70 (SB)                                                           | Chine Tang Xingqiang Xie Zhenye Su Bingtian Wu Zhiqiang 37 s 79 (NR)               |
| 4 × 400 m détails         | États-Unis Michael Cherry Michael Norman Bryce Deadmon Rai Benjamin 2 min 55 s 70 (SB) Participation aux séries : Trevor Stewart Randolph Ross Vernon Norwood | Pays-Bas Liemarvin Bonevacia Terrence Agard Tony van Diepen Ramsey Angela 2 min 57 s 18 (NR) Participation aux séries : Jochem Dobber | Botswana Isaac Makwala Baboloki Thebe Zibane Ngozi Bayapo Ndori 2 min 57 s 27 (AR) |
| 20 km marche détails      | Massimo Stano (ITA) 1 h 21 min 5 s | Kōki Ikeda (JPN) 1 h 21 min 14 s | Toshikazu Yamanishi (JPN) 1 h 21 min 28 s                                          |
| 50 km marche détails      | Dawid Tomala (POL) 3 h 50 min 8 s | Jonathan Hilbert (GER) 3 h 50 min 44 s                                                                                                | Evan Dunfee (CAN) 3 h 50 min 59 s (SB)                                             |
| Saut en hauteur détails   | Mutaz Essa Barshim (QAT) 2,37 m (SB) | Non attribuée | Maksim Nedasekau (BLR) 2,37 m (=NR)                                                |
| Saut en hauteur détails   | Gianmarco Tamberi (ITA) 2,37 m (SB) | Non attribuée | Maksim Nedasekau (BLR) 2,37 m (=NR)                                                |
| Saut à la perche détails  | Armand Duplantis (SWE) 6,02 m | Chris Nilsen (USA) 5,97 m (PB) | Thiago Braz da Silva (BRA) 5,87 m (SB)                                             |
| Saut en longueur détails  | Miltiádis Tedóglou (GRE) 8,41 m | Juan Miguel Echevarría (CUB) 8,41 m                                                                                                   | Maykel Massó (CUB) 8,21 m                                                          |
| Triple saut détails       | Pedro Pichardo (POR) 17,98 m (NR) | Zhu Yaming (CHN) 17,57 m (PB) | Hugues Fabrice Zango (BUR) 17,47 m                                                 |
| Lancer du poids détails   | Ryan Crouser (USA) 23,30 m (OR) | Joe Kovacs (USA) 22,65 m | Tomas Walsh (NZL) 22,47 m (SB)                                                     |
| Lancer du disque détails  | Daniel Ståhl (SWE) 68,90 m | Simon Pettersson (SWE) 67,39 m | Lukas Weißhaidinger (AUT) 67,07 m                                                  |
| Lancer du marteau détails | Wojciech Nowicki (POL) 82,52 m (PB) | Eivind Henriksen (NOR) 81,58 m (NR)                                                                                                   | Paweł Fajdek (POL) 81,53 m                                                         |
| Lancer du javelot détails | Neeraj Chopra (IND) 87,58 m | Jakub Vadlejch (CZE) 86,67 m (SB) | Vítězslav Veselý (CZE) 85,44 m (SB)                                                |
| Décathlon détails         | Damian Warner (CAN) 9 018 points (OR) | Kevin Mayer (FRA) 8 726 points (SB)                                                                                                   | Ashley Moloney (AUS) 8 649 points (AR)                                             |

#### Femmes
| Épreuves                  | Or | Argent | Bronze |
| 100 m détails             | Elaine Thompson-Herah (JAM) 10 s 61 (OR) | Shelly-Ann Fraser-Pryce (JAM) 10 s 74 | Shericka Jackson (JAM) 10 s 76 (PB) |
| 200 m détails             | Elaine Thompson-Herah (JAM) 21 s 53 (NR) | Christine Mboma (NAM) 21 s 81 (WJR) | Gabrielle Thomas (USA) 21 s 87 |
| 400 m détails             | Shaunae Miller-Uibo (BAH) 48 s 36 (AR) | Marileidy Paulino (DOM) 49 s 20 (NR) | Allyson Felix (USA) 49 s 46 (SB) |
| 800 m détails             | Athing Mu (USA) 1 min 55 s 21 (NR) | Keely Hodgkinson (GBR) 1 min 55 s 88 (NR) | Raevyn Rogers (USA) 1 min 56 s 81 (PB) |
| 1 500 m détails           | Faith Kipyegon (KEN) 3 min 53 s 11 (OR) | Laura Muir (GBR) 3 min 54 s 50 (NR) | Sifan Hassan (NED) 3 min 55 s 86 |
| 5 000 m détails           | Sifan Hassan (NED) 14 min 36 s 79 | Hellen Obiri (KEN) 14 min 38 s 36 | Gudaf Tsegay (ETH) 14 min 38 s 87 |
| 10 000 m détails          | Sifan Hassan (NED) 29 min 55 s 32 | Kalkidan Gezahegne (BRN) 29 min 56 s 18 | Letesenbet Gidey (ETH) 30 min 1 s 72 |
| Marathon détails          | Peres Jepchirchir (KEN) 2 h 27 min 20 s (SB) | Brigid Kosgei (KEN) 2 h 27 min 36 s (SB) | Molly Seidel (USA) 2 h 27 min 46 s (SB) |
| 100 m haies détails       | Jasmine Camacho-Quinn (PUR) 12 s 37 | Kendra Harrison (USA) 12 s 52 | Megan Tapper (JAM) 12 s 55 |
| 400 m haies détails       | Sydney McLaughlin (USA) 51 s 46 (WR) | Dalilah Muhammad (USA) 51 s 58 (PB) | Femke Bol (NED) 52 s 03 (AR) |
| 3 000 m steeple détails   | Peruth Chemutai (UGA) 9 min 1 s 45 (NR) | Courtney Frerichs (USA) 9 min 4 s 79 (SB) | Hyvin Kiyeng (KEN) 9 min 5 s 39 |
| 4 × 100 m détails         | Jamaïque Briana Williams Elaine Thompson-Herah Shelly-Ann Fraser-Pryce Shericka Jackson 41 s 02 (NR) Participation aux séries : Natasha Morrison Remona Burchell              | États-Unis Javianne Oliver Teahna Daniels Jenna Prandini Gabrielle Thomas 41 s 45 (SB) Participation aux séries : English Gardner Aleia Hobbs                | Grande-Bretagne Asha Philip Imani Lansiquot Dina Asher-Smith Daryll Neita 41 s 88                                                                              |
| 4 × 400 m détails         | États-Unis Sydney McLaughlin Allyson Felix Dalilah Muhammad Athing Mu 3 min 16 s 85 (SB) Participation aux séries : Kaylin Whitney Wadeline Jonathas Kendall Ellis Lynna Irby | Pologne Natalia Kaczmarek Iga Baumgart-Witan Małgorzata Hołub-Kowalik Justyna Święty-Ersetic 3 min 20 s 53 (NR) Participation aux séries : Anna Kiełbasińska | Jamaïque Roneisha McGregor Janieve Russell Shericka Jackson Candice McLeod 3 min 21 s 24 (SB) Participation aux séries : Junelle Bromfield Stacey-Ann Williams |
| 20 km marche détails      | Antonella Palmisano (ITA) 1 h 29 min 12 s | Sandra Arenas (COL) 1 h 29 min 37 s | Liu Hong (CHN) 1 h 29 min 57 s |
| Saut en hauteur détails   | Mariya Lasitskene (ROC) 2,04 m (SB) | Nicola McDermott (AUS) 2,02 m (AR) | Yaroslava Mahuchikh (UKR) 2,00 m |
| Saut à la perche détails  | Katie Nageotte (USA) 4,90 m | Anzhelika Sidorova (ROC) 4,85 m | Holly Bradshaw (GBR) 4,85 m |
| Saut en longueur détails  | Malaika Mihambo (GER) 7,00 m (SB) | Brittney Reese (USA) 6,97 m | Ese Brume (NGR) 6,97 m |
| Triple saut détails       | Yulimar Rojas (VEN) 15,67 m (WR) | Patrícia Mamona (POR) 15,01 m (NR) | Ana Peleteiro (ESP) 14,87 m (NR) |
| Lancer du poids détails   | Gong Lijiao (CHN) 20,58 m (PB) | Raven Saunders (USA) 19,79 m | Valerie Adams (NZL) 19,62 m |
| Lancer du disque détails  | Valarie Allman (USA) 68,98 m | Kristin Pudenz (GER) 66,86 m (PB) | Yaimé Pérez (CUB) 65,72 m |
| Lancer du marteau détails | Anita Włodarczyk (POL) 78,48 m (SB) | Wang Zheng (CHN) 77,03 m (SB) | Malwina Kopron (POL) 75,49 m (SB) |
| Lancer du javelot détails | Liu Shiying (CHN) 66,34 m (SB) | Maria Andrejczyk (POL) 64,61 m | Kelsey-Lee Barber (AUS) 64,56 m (SB) |
| Heptathlon détails        | Nafissatou Thiam (BEL) 6 791 pts | Anouk Vetter (NED) 6 689 pts | Emma Oosterwegel (NED) 6 590 pts |

#### Mixte
| Épreuves          | Or | Argent | Bronze |
| 4 × 400 m détails | Pologne Karol Zalewski Natalia Kaczmarek Justyna Święty-Ersetic Kajetan Duszyński 3 min 9 s 87 (OR) Participation aux séries : Dariusz Kowaluk Iga Baumgart-Witan Małgorzata Hołub-Kowalik | République dominicaine Lidio Andrés Feliz Marileidy Paulino Anabel Medina Alexander Ogando 3 min 10 s 21 (NR) Participation aux séries : Luguelín Santos | États-Unis Trevor Stewart Kendall Ellis Kaylin Whitney Vernon Norwood 3 min 10 s 22 (SB) Participation aux séries : Elija Godwin Lynna Irby Taylor Manson Bryce Deadmon |

## Médailles

### Tableau des médailles
Le tableau des médailles décernées en athlétisme figure ci-après.
Le nombre total de médailles de chaque métal diffère car au saut en hauteur masculin, deux médailles d'or et une de bronze ont été  distribuées,.
| Rang  | Nation                 | Or | Argent | Bronze | Total |
| ----- | ---------------------- | -- | ------ | ------ | ----- |
| 1     | États-Unis             | 7  | 12     | 7      | 26    |
| 2     | Italie                 | 5  | 0      | 0      | 5     |
| 3     | Kenya                  | 4  | 4      | 2      | 10    |
| 4     | Pologne                | 4  | 2      | 3      | 9     |
| 5     | Jamaïque               | 4  | 1      | 4      | 9     |
| 6     | Pays-Bas               | 2  | 3      | 3      | 8     |
| 7     | Chine                  | 2  | 2      | 2      | 6     |
| 8     | Canada                 | 2  | 1      | 3      | 6     |
| 9     | Ouganda                | 2  | 1      | 1      | 4     |
| 10    | Suède                  | 2  | 1      | 0      | 3     |
| 10    | Norvège                | 2  | 1      | 0      | 3     |
| 12    | Bahamas                | 2  | 0      | 0      | 2     |
| 13    | Allemagne              | 1  | 2      | 0      | 3     |
| 14    | Éthiopie               | 1  | 1      | 2      | 4     |
| 15    | Portugal               | 1  | 1      | 0      | 2     |
| 15    | ROC                    | 1  | 1      | 0      | 2     |
| 17    | Belgique               | 1  | 0      | 1      | 2     |
| 18    | Qatar                  | 1  | 0      | 0      | 1     |
| 18    | Venezuela              | 1  | 0      | 0      | 1     |
| 18    | Grèce                  | 1  | 0      | 0      | 1     |
| 18    | Porto Rico             | 1  | 0      | 0      | 1     |
| 18    | Maroc                  | 1  | 0      | 0      | 1     |
| 18    | Inde                   | 1  | 0      | 0      | 1     |
| 24    | Grande-Bretagne        | 0  | 2      | 3      | 5     |
| 25    | Colombie               | 0  | 2      | 0      | 2     |
| 25    | République dominicaine | 0  | 2      | 0      | 2     |
| 27    | Australie              | 0  | 1      | 2      | 3     |
| 27    | Cuba                   | 0  | 1      | 2      | 3     |
| 29    | Tchéquie               | 0  | 1      | 1      | 2     |
| 29    | Japon                  | 0  | 1      | 1      | 2     |
| 31    | Namibie                | 0  | 1      | 0      | 1     |
| 31    | France                 | 0  | 1      | 0      | 1     |
| 31    | Bahreïn                | 0  | 1      | 0      | 1     |
| 34    | Brésil                 | 0  | 0      | 2      | 2     |
| 34    | Nouvelle-Zélande       | 0  | 0      | 2      | 2     |
| 36    | Autriche               | 0  | 0      | 1      | 1     |
| 36    | Biélorussie            | 0  | 0      | 1      | 1     |
| 36    | Botswana               | 0  | 0      | 1      | 1     |
| 36    | Nigeria                | 0  | 0      | 1      | 1     |
| 36    | Burkina Faso           | 0  | 0      | 1      | 1     |
| 36    | Espagne                | 0  | 0      | 1      | 1     |
| 36    | Grenade                | 0  | 0      | 1      | 1     |
| 36    | Ukraine                | 0  | 0      | 1      | 1     |
| Total | Total                  | 49 | 47     | 48     | 144   |

- Pays organisateur ( Japon)

## Records

### Records du monde
| Date          | Épreuve                   | Athlète(s)        | Performance |
| ------------- | ------------------------- | ----------------- | ----------- |
| 1er août 2021 | Triple saut féminin       | Yulimar Rojas     | 15,67 m     |
| 3 août 2021   | 400 mètres haies masculin | Karsten Warholm   | 45 s 94     |
| 4 août 2021   | 400 mètres haies féminin  | Sydney McLaughlin | 51 s 46     |

### Records olympiques
| Date            | Épreuve                     | Athlète(s)                                                                        | Performance             |
| --------------- | --------------------------- | --------------------------------------------------------------------------------- | ----------------------- |
| 31 juillet 2021 | Relais 4 × 400 mètres mixte | Pologne Karol Zalewski Natalia Kaczmarek Justyna Święty-Ersetic Kajetan Duszyński | 3 min 9 s 87            |
| 1er août 2021   | 100 mètres haies            | Jasmine Camacho-Quinn                                                             | 12 s 26                 |
| 1er août 2021   | 100 mètres féminin          | Elaine Thompson-Herah                                                             | 10 s 61                 |
| 5 août 2021     | Lancer du poids masculin    | Ryan Crouser                                                                      | 22,83 m 22,93 m 23,30 m |
| 5 août 2021     | 1 500 mètres masculin       | Abel Kipsang                                                                      | 3 min 31 s 65           |
| 5 août 2021     | Décathlon                   | Damian Warner                                                                     | 9 018 points            |
| 6 août 2021     | 1 500 mètres féminin        | Faith Kipyegon                                                                    | 3 min 53 s 11           |
| 7 août 2021     | 1 500 mètres masculin       | Jakob Ingebrigtsen                                                                | 3 min 28 s 32           |

### Records continentaux
| Date          | Épreuve                   | Athlète(s)          | Performance   | Continent          |
| ------------- | ------------------------- | ------------------- | ------------- | ------------------ |
| 1er août 2021 | 100 mètres masculin       | Marcell Jacobs      | 9 s 80        | Europe             |
| 1er août 2021 | Triple saut féminin       | Yulimar Rojas       | 15,67 m       | Amérique du sud    |
| 3 août 2021   | 400 mètres haies masculin | Karsten Warholm     | 45 s 94       | Europe             |
| 3 août 2021   | 400 mètres haies masculin | Rai Benjamin        | 46 s 17       | Amérique du Nord   |
| 3 août 2021   | 400 mètres haies masculin | Alison dos Santos   | 46 s 72       | Amérique du sud    |
| 4 août 2021   | 400 mètres haies féminin  | Sydney McLaughlin   | 51 s 46       | Amérique du Nord   |
| 4 août 2021   | 400 mètres haies féminin  | Femke Bol           | 52 s 03       | Europe             |
| 5 août 2021   | Décathlon                 | Damian Warner       | 9 018 points  | Amérique du Nord   |
| 5 août 2021   | Décathlon                 | Ashley Moloney      | 8 649 points  | Océanie            |
| 6 août 2021   | 400 mètres féminin        | Shaunae Miller-Uibo | 48 s 36       | Amérique du Nord , |
| 7 août 2021   | 1 500 mètres masculin     | Jakob Ingebrigtsen  | 3 min 28 s 32 | Europe             |
| 7 août 2021   | 4 x 400m masculin         | Botswana            | 2 min 57 s 27 | Afrique            |
| 7 août 2021   | Saut en hauteur féminin   | Nicola McDermott    | 2,02 m        | Océanie            |

## Légende
Records et Performances
- AR : Record continental (area record)
- CR : Record des championnats (championship record)
- MR : Record du meeting (meet record)
- NR : Record national (national record)
- OR : Record olympique (olympic record)
- PR : Record paralympique (paralympic record)
- PB : Record personnel (personal best)
- SB : Meilleure performance personnelle de la saison (season's best)
- WL : Meilleure performance mondiale de l'année (world leader)
- WJR : Record du monde junior (world junior record)
- WR : Record du monde (world record)

Circonstances et Conditions
- DNF : N'a pas terminé (did not finish)
- DNS : N'a pas pris le départ (did not start)
- DQ : Disqualification (disqualification)
- NM : Aucun essai valable enregistré (No Mark)
- Q : Qualifié « directement » au prochain tour (ou à la prochaine compétition), lors d'une compétition majeure, grâce au classement ou à la réalisation des minima (automatic qualifier)
- q : Qualifié au prochain tour (ou à la prochaine compétition), lors d'une compétition majeure, grâce au repêchage ou à la réalisation de l'une des meilleures performances parmi celles des « non qualifiés directement » (grâce au meilleur temps ou à la meilleure distance par exemple) (secondary qualifier)